# Конституція Латвійської РСР 1940
Конституція (Основний закон) Латвійської РСР 1940 (латиш. Latvijas PSR konstitūcija (Pamatlikums)) — основний закон Латвійської РСР, прийнятий після включення Латвії до складу СРСР в 1940 р Конституція Латвійської РСР прийнята 25 серпня 1940 2-й сесією Народного сейму ; розробкою її займалася сформована 23 липня комісія з 15 депутатів на чолі з Жанісом Спурія. Конституція 1940 була складена за зразком Конституції СРСР 1936 року. Конституція СРСР 1936 року була переведена і були внесені неключові зміни, які враховували специфічну ситуацію Латвії. Потім ще кілька разів вносилися зміни. У 1978 році набрала чинності нова конституція.
В початкової редакції конституція складалася з 119 статей, упорядкованих в 11 главах:
• I Громадське пристрій
• II Державний устрій
• III Вищі органи державної влади Латвійської РСР
• IV Органи державного управління Латвійської РСР
• V Місцеві органи державної влади
• VI Бюджет Латвійської РСР
• VII Суд і прокуратура
• VIII Основні права і обов'язки громадян
• IX Виборча система
• X Герб, прапор, столиця
• XI Порядок зміни Конституції